# Fastech 360
A Fastech 360 egy kísérleti japán billenőszekrényes nagysebességű villamos motorvonat.
A tesztek során a vonat 405 km/h sebességet ért el. Az eredményeket felhasználva fejlesztették ki a Sinkanszen vonatok következő generációját, a Sinkanszen E5-öt és a Sinkanszen E6-ot.
A Fastech 360 vonatok fel voltak szerelve vészhelyzeti légféklemezekkel, mint egy légi jármű. Ez hasonlított egy macskafülre. E tulajdonsága miatt kapta a Nekomimi Sinkanszen (猫耳新干线 ) becenevet, ami szó szerint azt jelenti: "macskafülű Sinkanszen". Ez a technológia nem került bele az E5 sorozatba.

## Fajtái
A sorozatból kettő db készült:

### E954 Fastech 360S
Nyolc kocsis motorvonat, csak a Sinkanszen fővonalakra. 2005. június 26-án érkezett meg.
Összeállítása:
1. E954-1 (T1c)
2. E954-2 (M1) áramszedővel
3. E954-3 (M2) WC-vel
4. E954-4 (M2)
5. E954-5 (M1s)
6. E954-6 (M2)
7. E954-7 (M1) áramszedővel
8. E954-8 (T2c)

### E955 Fastech 360Z
Hat kocsis motorvonat, Sinkanszen fővonalakra és Mini-Sinkanszen vonalakra. 2006. április 6-án érkezett meg. 2008 decemberében selejtezték.
Összeállítása:
1. E955-1 (M2c)
2. E955-2 (M1s)
3. E955-3 (M1) áramszedővel és WC-vel
4. E955-4 (M1)
5. E955-5 (M1) áramszedővel
6. E955-6 (M2c)